# Nicah Awe
Nicah Awe is een bestuurslaag in het regentschap Aceh Timur van de provincie Atjeh, Indonesië. Nicah Awe telt 548 inwoners (volkstelling 2010).